# Barracas (Buenos Aires)
Pour les articles homonymes, voir Barracas.
Barracas est un des quarante-huit quartiers de Buenos Aires.